# Brassia arcuigera
Brassia arcuigera är en orkidéart som beskrevs av Heinrich Gustav Reichenbach. Brassia arcuigera ingår i släktet Brassia och familjen orkidéer. Inga underarter finns listade i Catalogue of Life.

## Bildgalleri

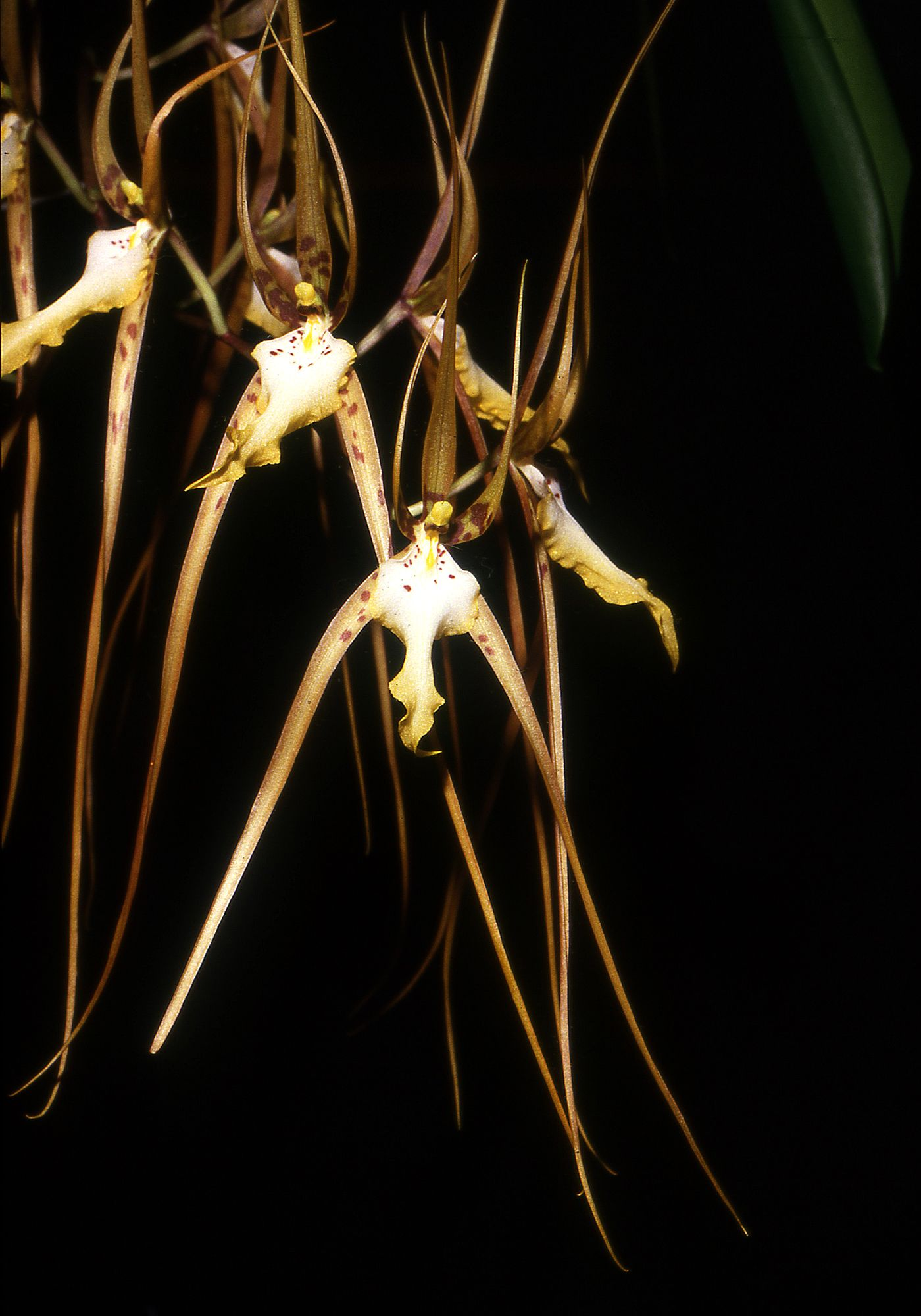
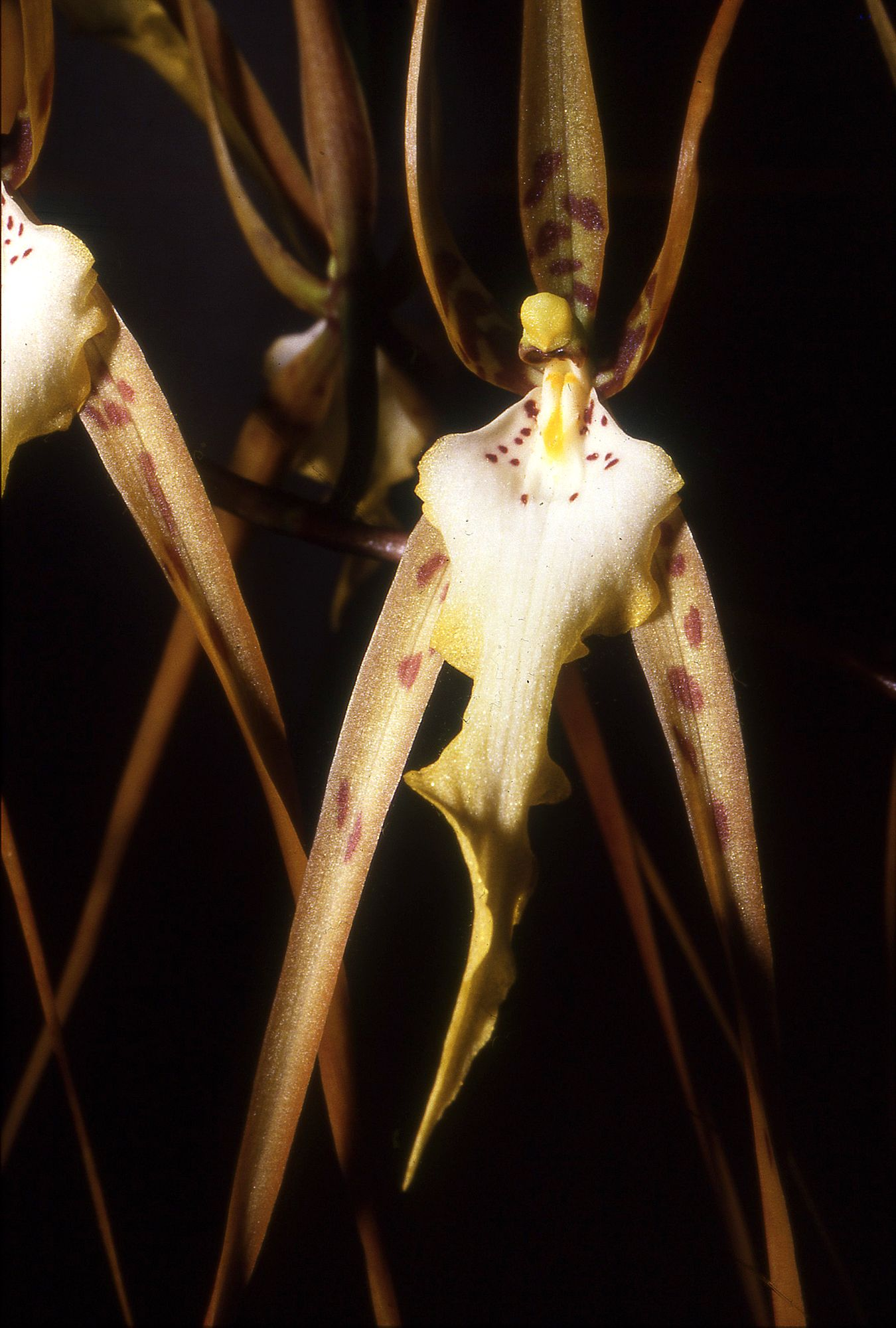
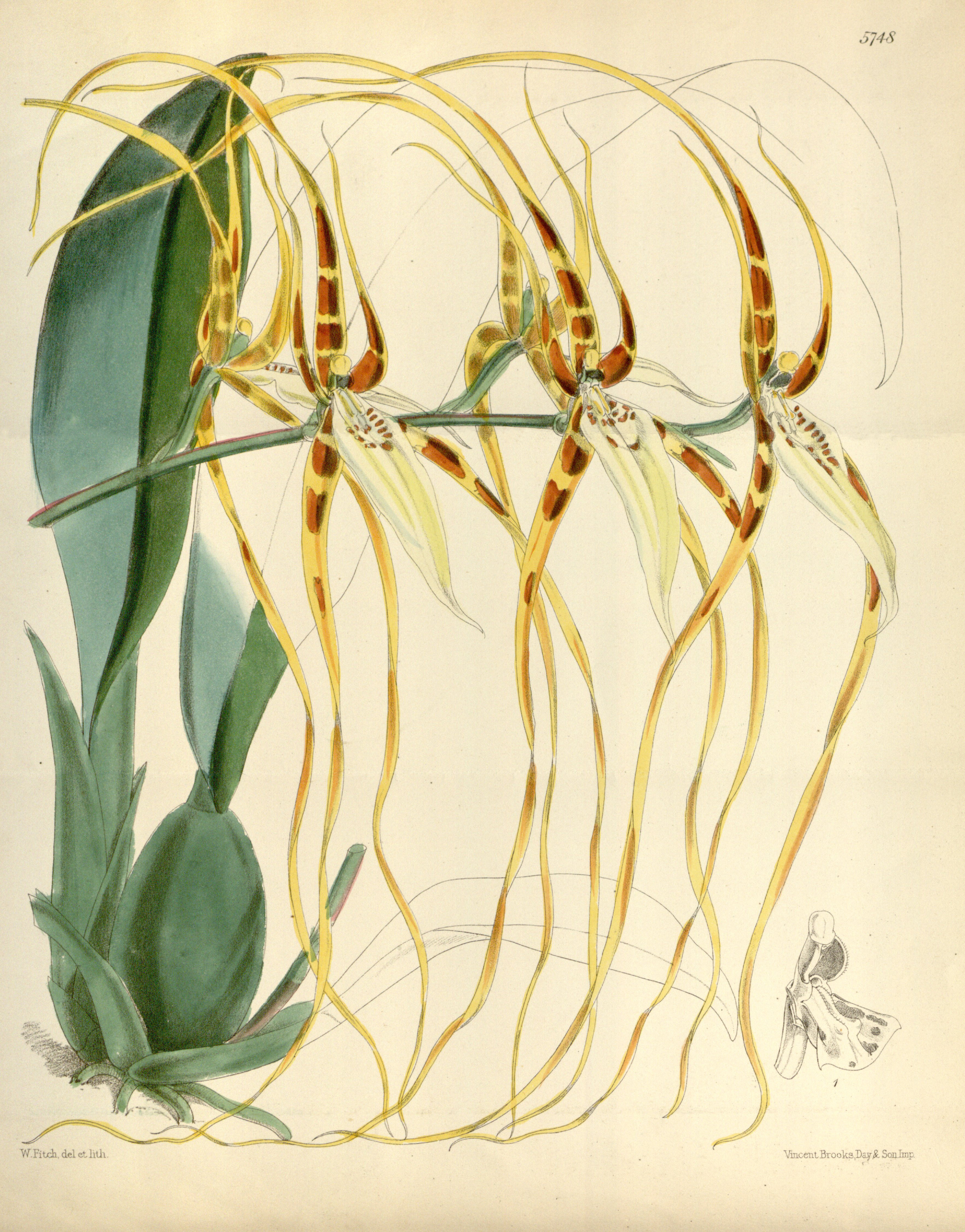